# سوپر بول

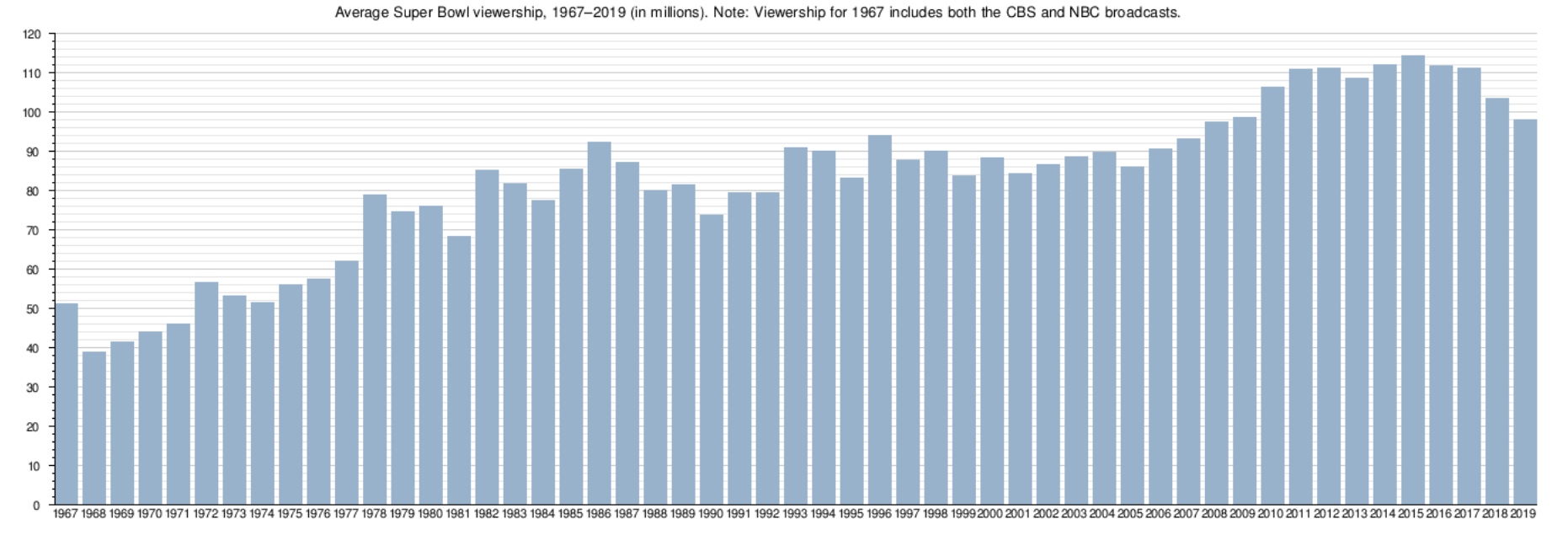
میزان محبوبیت سوپربول تا سال 2019

سوپربول (به انگلیسی: Super Bowl) مسابقه سالانه فوتبال آمریکایی قهرمانی لیگ فوتبال ملی (آمریکا)، بالاترین سطح حرفه‌ای فوتبال آمریکایی در جهان می‌باشد. این بازی اوج فصل رقابت‌های لیگ فوتبال آمریکا می‌باشد که در اواخر تابستان سال قبل میلادی آغاز می‌شود. معمولاً از اعداد یونانی برای شناسایی هر بازی به جای استفاده از سال استفاده می‌شود. برای مثال سوپر بول I در ۱۵ ژانویه ۱۹۶۷ در ادامه رقابت‌های فصل ۱۹۶۶ ان‌اف‌ال بازی شد. برای مشخص کردن بازی های سوپربال هم دوره، از اعداد رومی استفاده می‌شود.
این مسابقه و مراسم‌های جانبی در «یکشنبه سوپر بول» برگزار می‌شود که همین مسابقه در طی سالیان دراز تبدیل به پربیننده‌ترین مسابقهٔ تلویزیونی آمریکا گشته‌است.
گرچه زمان پخش این مسابقه تعطیل رسمی نیست، اما در زمان پخش آمریکا به صورت نیمه رسمی تعطیل می‌شود. 

## اجراهای نیمه نهایی سوپر بول

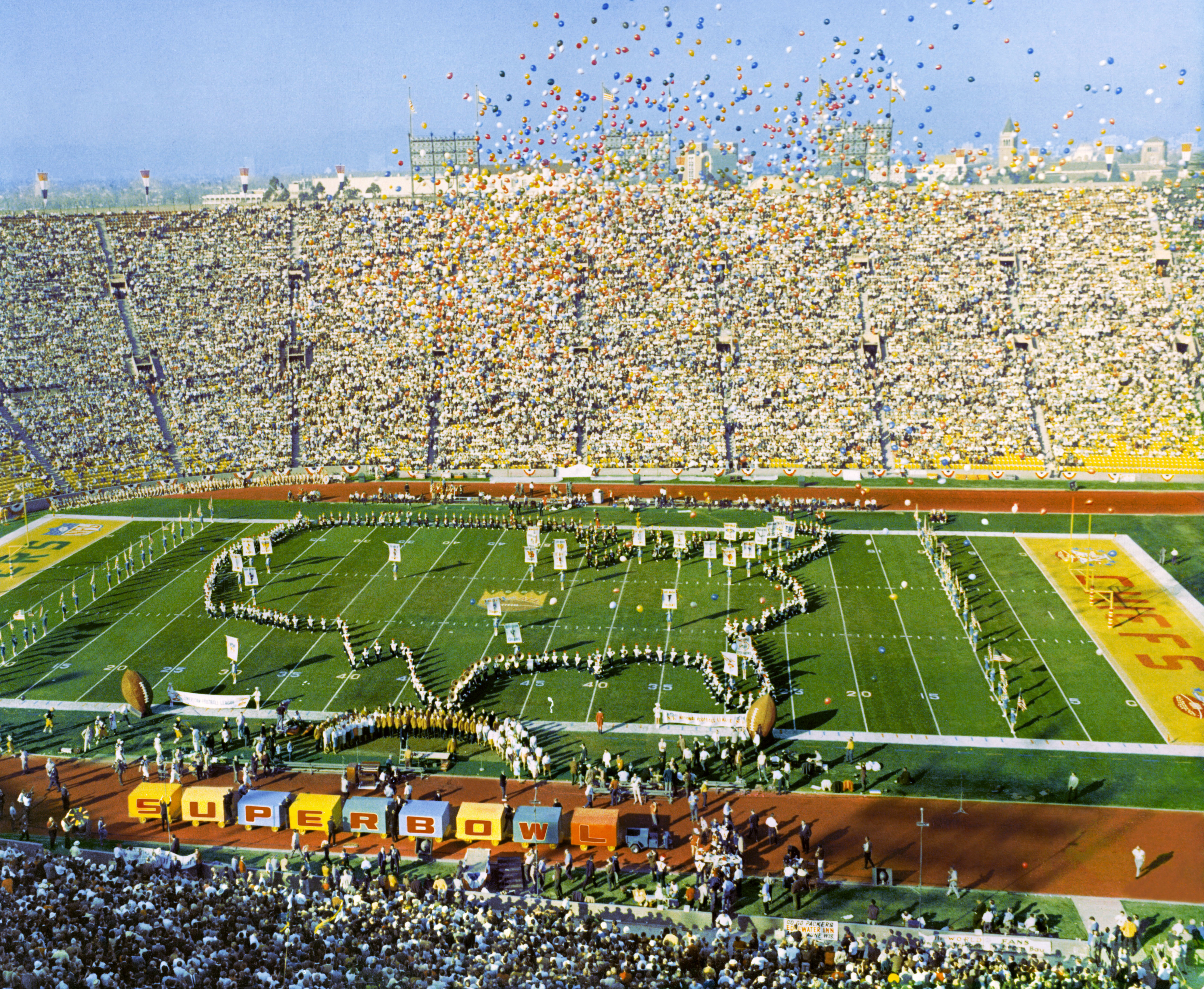
نمایی از نمایش بین دو نیمه در Super Bowl I (اولین فینال سوپر بول)

مایکل جکسون در مراسم سوپر بول 1993

در نیمه مسابقه نیز بسیاری از خواننده‌ها و موسیقی‌دان‌های مشهور به اجرای مسابقه می‌پردازند. اجرای نیمه‌نهایی سوپربول (Super Bowl Halftime Show) یکی از مهم‌ترین رویدادهای موسیقی در آمریکا است که هر سال در میانه مسابقه فینال فوتبال آمریکایی برگزار می‌شود. این اجراها آن‌قدر محبوب هستند که بسیاری از مردم فقط برای دیدن نمایش‌های هنری بین دو نیمه، سوپربول را تماشا می‌کنند.

### اجرای مایکل جکسون در سوپربول XXVII (1993)
مایکل جکسون در سال 1993 با اجرای خود در سوپربول XXVII تحول بزرگی در نمایش‌های بین دو نیمه ایجاد کرد. او آهنگ‌های "Jam"، "Billie Jean"، "Black or White" و "Heal the World" را اجرا کرد. اجرای او بین 120 تا 134 میلیون بیننده داشت و برای اولین بار تعداد تماشاگران در بین دو نیمه افزایش یافت. اجرای او به عنوان یکی از به‌یادماندنی‌ترین نمایش‌های سوپربول شناخته می‌شود. 

کندریک لامار در سوپربول 2025

### اجرای کندریک لامار در سوپربول LIX (۲۰۲۵)
در ۹ فوریه ۲۰۲۵، کندریک لامار به عنوان اولین هنرمند انفرادی هیپ‌هاپ، در نمایش بین دو نیمه سوپربول LIX به اجرا پرداخت. این اجرا که در Caesars Superdome در نیواورلئان برگزار شد، با حضور مهمانانی مانند SZA، ساموئل ال. جکسون، سرنا ویلیامز و DJ Mustard همراه بود. لامار در این برنامه ترانه‌های محبوب خود مانند "HUMBLE"، "DNA" و "Not Like Us" را اجرا کرد. قطعه جنجالی "Not Like Us" که به عنوان پاسخی به دریک شناخته می‌شود و اخیراً جوایز "ترانه سال" و "رکورد سال" را در مراسم گرمی کسب کرده بود، توسط لامار اجرا شد. 

## فهرست برخی دیگر از هنرمندان برجسته که در نمایش‌های بین دو نیمه سوپربول اجرا داشته‌اند
- پرینس (۲۰۰۷): اجرای او در سوپربول XLI با ترانه‌هایی مانند "Purple Rain" به یکی از به‌یادماندنی‌ترین نمایش‌ها تبدیل شد.

- مدونا (۲۰۱۲): در سوپربول XLVI، مدونا با حضور مهمانانی مانند نیکی میناژ و ام.آی.ای، نمایشی خیره‌کننده ارائه داد.

- بیانسه (۲۰۱۳): اجرای پرانرژی او در سوپربول XLVII که با حضور دوباره اعضای گروه دستینیز چایلد همراه بود، تحسین بسیاری را برانگیخت.

- کیتی پری (۲۰۱۵): در سوپربول XLIX، کیتی پری با اجرایی رنگارنگ و حضور کوسه‌های رقصان، توجه بسیاری را به خود جلب کرد.

- لیدی گاگا (۲۰۱۷): در سوپربول LI، لیدی گاگا بدون حضور مهمان ویژه، ترکیبی از ترانه‌های محبوب خود را اجرا کرد که با تحسین منتقدان همراه بود.

- شکیرا و جنیفر لوپز (۲۰۲۰): این دو هنرمند لاتین در سوپربول LIV نمایشی پرانرژی ارائه دادند که با استقبال گسترده‌ای مواجه شد.

- د ویکند (۲۰۲۱): این خواننده کانادایی در سوپربول LV نمایشی خیره‌کننده ارائه داد که توجه بسیاری را به خود جلب کرد.

- ریانا (۲۰۲۳): ریانا در سوپربول ۲۰۲۳ پس از هفت سال به صحنه بازگشت و اجرایی به‌یادماندنی داشت.